# Colonia Solidaridad, Puebla
Colonia Solidaridad är en ort i Mexiko.   Den ligger i kommunen Atexcal och delstaten Puebla, i den sydöstra delen av landet, 200 km sydost om huvudstaden Mexico City. Colonia Solidaridad ligger 1 848 meter över havet och antalet invånare är 130.
Terrängen runt Colonia Solidaridad är huvudsakligen kuperad, men österut är den bergig. Runt Colonia Solidaridad är det glesbefolkat, med 16 invånare per kvadratkilometer. Närmaste större samhälle är San Bartolo Teontepec, 16,2 km nordost om Colonia Solidaridad. Trakten runt Colonia Solidaridad består i huvudsak av gräsmarker.